# St. Gallen
St. Gallen (nesprávný, avšak v češtině rozšířený plný tvar Sankt Gallen, ve švýcarské němčině Sanggale, francouzsky Saint-Gall, italsky San Gallo, rétorománsky  Sogn Gagl, doslovný český a zastaralý název je Svatý Havel) je švýcarské město, hlavní město stejnojmenného kantonu, pojmenované po svatém Havlu. Žije zde přibližně 78 tisíc obyvatel a je tak osmým největším městem Švýcarska.
V současnosti je velkou městskou aglomerací (v roce 2019 v této aglomeraci žilo zhruba 167 000 obyvatel) a představuje centrum východního Švýcarska. Jeho hospodářství tvoří především sektor služeb. Ve městě sídlí Univerzita v St. Gallenu, jedna z prestižních evropských ekonomických škol.
Hlavní turistickou atrakcí je klášter sv. Havla, zapsaný na seznamu světového dědictví UNESCO. Proslulá klášterní knihovna obsahuje knihy z 9. století. Významnou součástí klášteru je i katedrála svatého Havla a Otmara. Úředním jazykem v St. Gallenu je švýcarská němčina, ale hlavním mluveným jazykem je místní varianta alemanského dialektu němčiny. Město má dobré dopravní spojení se zbytkem země i s blízkým Německem a Rakouskem. Funguje také jako brána do oblasti zvané Appenzellerland (kantony Appenzell Ausserrhoden a Innerrhoden).

## Název
Název města pochází od potulného mnicha svatého Havla (Galla), proto se město nazývá také Gallusstadt („Havlovo město“).
Samotná městská správa píše název bez mezery za „St.“; jazykově správnější je mezera mezi „St.“ a „Gallen“ pomocí mezery nebo typograficky správnější s tzv. čtvrtkou.

## Geografie

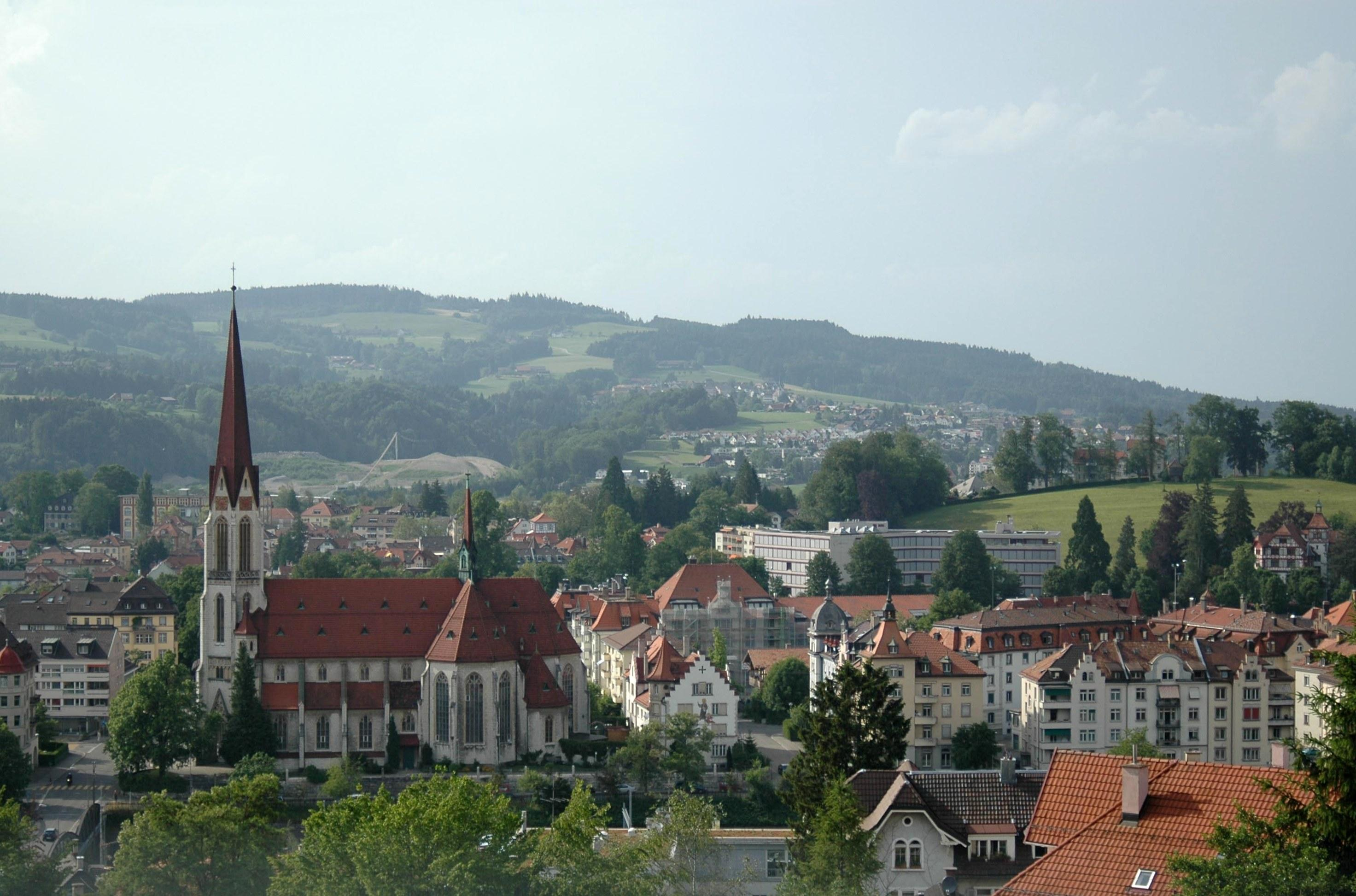
Centrum města

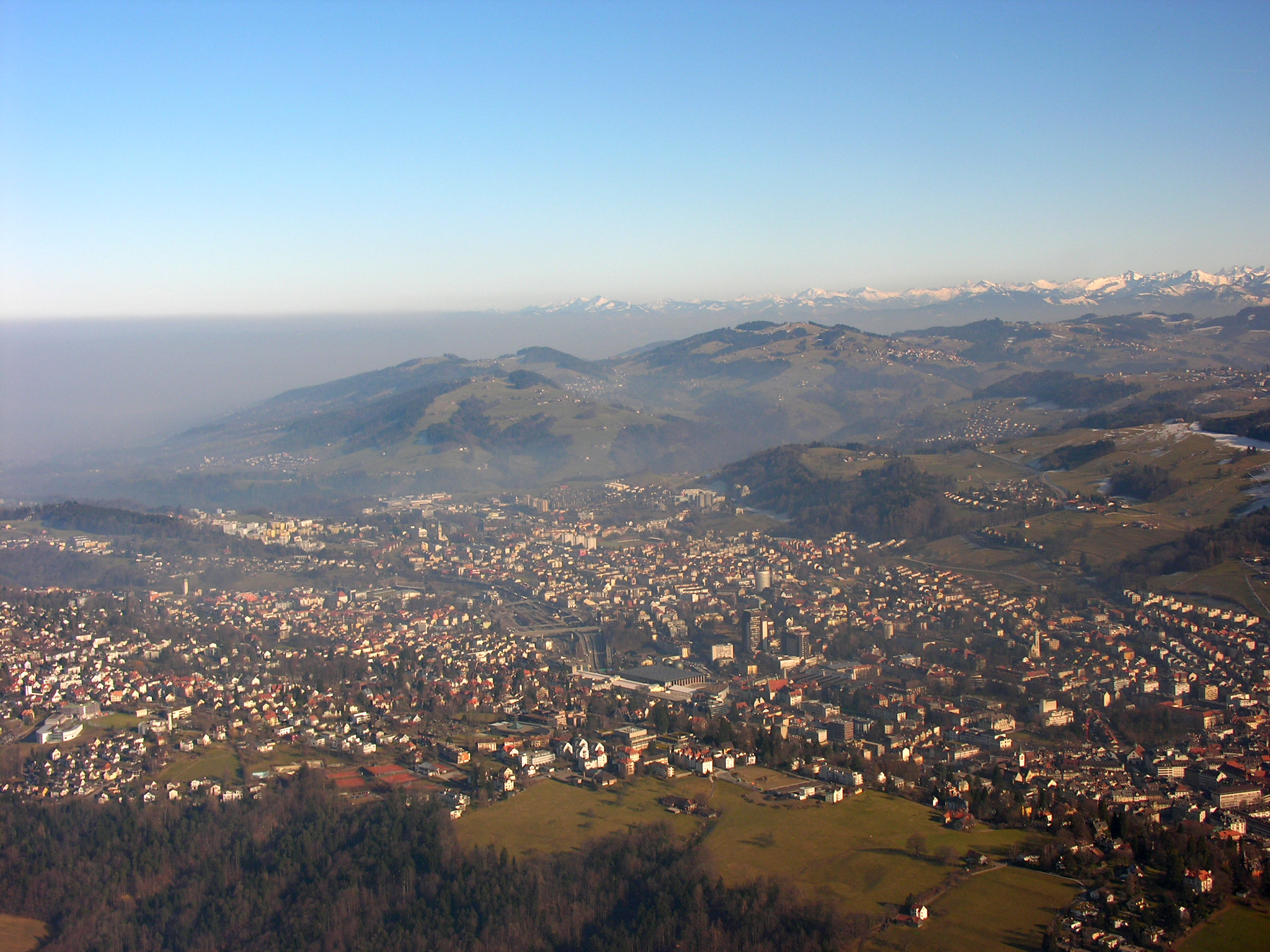
Letecký pohled na St. Gallen

Kromě tradiční staré městské zástavby (do roku 1798 tzv. svobodné císařské město a republika St. Gallen, německy Reichsstadt und Republik St. Gallen) a bývalého klášterního okrsku tvoří St. Gallen původní obce a vesnice Bruggen, Hafnersberg, Heiligkreuz, Kräzern, Krontal, Lachen, Neudorf, Notkersegg, Riethüsli, Rotmonten, St. Fiden, St. Georgen, Sittertal, Tablat a Winkeln. Tyto vesnice a osady patřily k tehdy samostatným obcím Straubenzell a Tablat a v roce 1918 byly připojeny k městu St. Gallen.
Hlavní část města leží v širokém údolí mezi dvěma rovnoběžnými kopci, Rosenbergem s Rotmontenem na severu a Freudenbergem na jihu. Údolí leží na ose jihozápad-severovýchod, ale hovorově se označuje jako osa západ-východ. Údolí je na jihozápadě ohraničeno hluboce zaříznutou soutěskou Sitterschlucht a na severovýchodě z města vytéká řeka Steinach směrem k Bodamskému jezeru. Historické centrum města leží na horním toku řeky Steinach, kde si Gallus postavil svou poustevnu. Kromě části ve čtvrti St. Georgen, soutěsce Mühlenenschlucht a severovýchodní části města však není z vodního toku nic vidět, protože je odveden podzemním kanálem na okraj města. Z Freudenbergu, který nabízí místní rekreační oblast v podobě Drei Weieren, je za jasného počasí vidět velká část Bodamského jezera, Thurgau a jižního Německa. St. Gallen je také označován jako brána do Appenzellských Alp.
Mimo sídelní oblasti zahrnuje městská oblast velkou část okolní kopcovité krajiny. Západně od koryta řeky Sitter leží místní část Winkeln na rozvodí mezi povodím řek Sitter a Glatt. V centru Winkelnu leží jezero Bildweier a pod Sturzeneggem jezero Gübsensee, které vzniklo jako nádrž pro elektrárnu Kubel. Severně od Winkelnu sleduje hranice města řeku Wisenbach až po Sitter. Na severozápadě vede hranice pod strmým horským svahem se Sitterwaldem a Hätterenwaldem v délce čtyř kilometrů v korytě řeky Sitter až k obci Joosrüti. Na severu přechází hranice města přes pásmo kopců od Chatzenstrebelu k oboře Petra a Pavla a dolů do Galgentobelu na Steinachu a odtud přes kopec Höchst ke Goldachtobelu pod osadou Paradies. Strmý západní svah Goldachu a Martinstobelu pod hradem Rappenstein se nachází na území města. U Neudorfu vede přes úzkou soutěsku silnice Martinsbrugg. Na východě ohraničuje městskou oblast od Vögelinseggu až po Goldach řeka Bernhardsbach. Na jihu patří severní horský svah pod horským hřebenem, který se táhne od Vögelinseggu přes Horst až ke Kunzeneggu, s pramennými toky Steinachu, ke St.Gallenu. Ve údolí Weiertal východně od St. Georgen leží uměle vytvořený Wenigerweiher. Z Kunzeneggu vede hranice města a kantonu po pětikilometrovém toku potoka Wattbach až k jeho soutoku se Sitterem u Zweibruggenu a poblíž mostu Haggenbrücke.
Kvůli zvláštní topografii města se St. Gallen nazývá také „městem tisíce schodů“, protože na Freudenberg i Rosenberg vede mnoho schodů. Městu se také říká „město v zeleném kruhu“, protože na kopcích okolo města jsou rozsáhlé zalesněné plochy, které doposud slouží jako rekreační oblasti. Nejvyšší bod města leží v nadmořské výšce 1074 metrů na jihovýchodní hranici města (západně od obce Speicher), nejnižší bod v nadmořské výšce 496 m v údolí Goldachtobel.
Téměř třetina rozlohy města St. Gallen je využívána pro zemědělství.

### Podnebí
St. Gallen má a vlhké kontinentální podnebí typu Dfb s krátkými, teplými léty a dlouhými, mírně chladnými zimami. Srážky a oblačnost jsou vysoké po celý rok.
Průměrná roční teplota za období 1991–2020 je 8,7 °C, přičemž nejchladnější měsíc je leden s průměrem 0,2 °C a nejteplejší červenec s 17,5 °C. V průměru je zde za rok 88 mrazových a 31 ledových, 21 letních a 1 až 2 tropické dny. Průměrný roční úhrn srážek je 1433 mm. Nejvíce srážek je v je červenci, nejméně pak v únoru. Meteorologická stanice služby MeteoSwiss se nachází v nadmořské výšce 776 m n. m. nedaleko Notkerseggu. Během inverze a období mlh je zde tepleji a suššeji než ve městě, které je asi o 100 m níže v údolí.
| St. Gallen, meteostanice, 776 m n. m. – podnebí | St. Gallen, meteostanice, 776 m n. m. – podnebí | St. Gallen, meteostanice, 776 m n. m. – podnebí | St. Gallen, meteostanice, 776 m n. m. – podnebí | St. Gallen, meteostanice, 776 m n. m. – podnebí | St. Gallen, meteostanice, 776 m n. m. – podnebí | St. Gallen, meteostanice, 776 m n. m. – podnebí | St. Gallen, meteostanice, 776 m n. m. – podnebí | St. Gallen, meteostanice, 776 m n. m. – podnebí | St. Gallen, meteostanice, 776 m n. m. – podnebí | St. Gallen, meteostanice, 776 m n. m. – podnebí | St. Gallen, meteostanice, 776 m n. m. – podnebí | St. Gallen, meteostanice, 776 m n. m. – podnebí | St. Gallen, meteostanice, 776 m n. m. – podnebí |
| Období                                          | leden                                           | únor                                            | březen                                          | duben                                           | květen                                          | červen                                          | červenec                                        | srpen                                           | září                                            | říjen                                           | listopad                                        | prosinec                                        | rok                                             |
| ----------------------------------------------- | ----------------------------------------------- | ----------------------------------------------- | ----------------------------------------------- | ----------------------------------------------- | ----------------------------------------------- | ----------------------------------------------- | ----------------------------------------------- | ----------------------------------------------- | ----------------------------------------------- | ----------------------------------------------- | ----------------------------------------------- | ----------------------------------------------- | ----------------------------------------------- |
| Průměrné denní maximum [°C]                     | 2,9                                             | 3,8                                             | 7,9                                             | 12,2                                            | 16,5                                            | 19,9                                            | 21,7                                            | 21,3                                            | 16,8                                            | 12,4                                            | 7,0                                             | 3,9                                             | 12,2                                            |
| Průměrná teplota [°C]                           | 0,2                                             | 0,8                                             | 4,4                                             | 8,1                                             | 12,2                                            | 15,7                                            | 17,5                                            | 17,2                                            | 13,1                                            | 9,2                                             | 4,3                                             | 1,3                                             | 8,7                                             |
| Průměrné denní minimum [°C]                     | −2,3                                            | −2,0                                            | 1,0                                             | 4,2                                             | 8,2                                             | 11,8                                            | 13,6                                            | 13,6                                            | 9,9                                             | 6,3                                             | 1,6                                             | −1,6                                            | 5,4                                             |
| Průměrné srážky [mm]                            | 66,8                                            | 64,2                                            | 87,3                                            | 102,9                                           | 156,5                                           | 170,2                                           | 174,4                                           | 185,3                                           | 137,8                                           | 104,8                                           | 92,7                                            | 90,4                                            | 1 433,3                                         |
| Sněžení [cm]                                    | 33,4                                            | 44,8                                            | 27,0                                            | 10,1                                            | 1,0                                             | 0,0                                             | 0,0                                             | 0,0                                             | 0,1                                             | 2,5                                             | 20,6                                            | 37,5                                            | 177,0                                           |
| Dní se srážkami                                 | 10,6                                            | 9,4                                             | 12,0                                            | 11,3                                            | 13,5                                            | 13,8                                            | 13,4                                            | 12,8                                            | 11,6                                            | 10,5                                            | 10,5                                            | 11,5                                            | 141,0                                           |
| Dní se sněžením                                 | 6,3                                             | 6,4                                             | 4,8                                             | 1,7                                             | 0,2                                             | 0,0                                             | 0,0                                             | 0,0                                             | 0,0                                             | 0,4                                             | 3,5                                             | 6,0                                             | 29,3                                            |
| Relativní vlhkost [%]                           | 80                                              | 76                                              | 72                                              | 68                                              | 71                                              | 72                                              | 71                                              | 74                                              | 79                                              | 81                                              | 82                                              | 80                                              | 76                                              |
| Slunečných hodin                                | 56,7                                            | 79,4                                            | 131,8                                           | 167,5                                           | 185,5                                           | 200,0                                           | 226,4                                           | 209,4                                           | 153,9                                           | 101,3                                           | 58,8                                            | 47,5                                            | 1 618,2                                         |
| Sluneční svit [%]                               | 27                                              | 32                                              | 38                                              | 43                                              | 42                                              | 44                                              | 50                                              | 50                                              | 44                                              | 34                                              | 26                                              | 25                                              | 40                                              |
| Zdroj: NOAA MeteoSwiss                          |                                                 |                                                 |                                                 |                                                 |                                                 |                                                 |                                                 |                                                 |                                                 |                                                 |                                                 |                                                 |                                                 |

### Správní členění

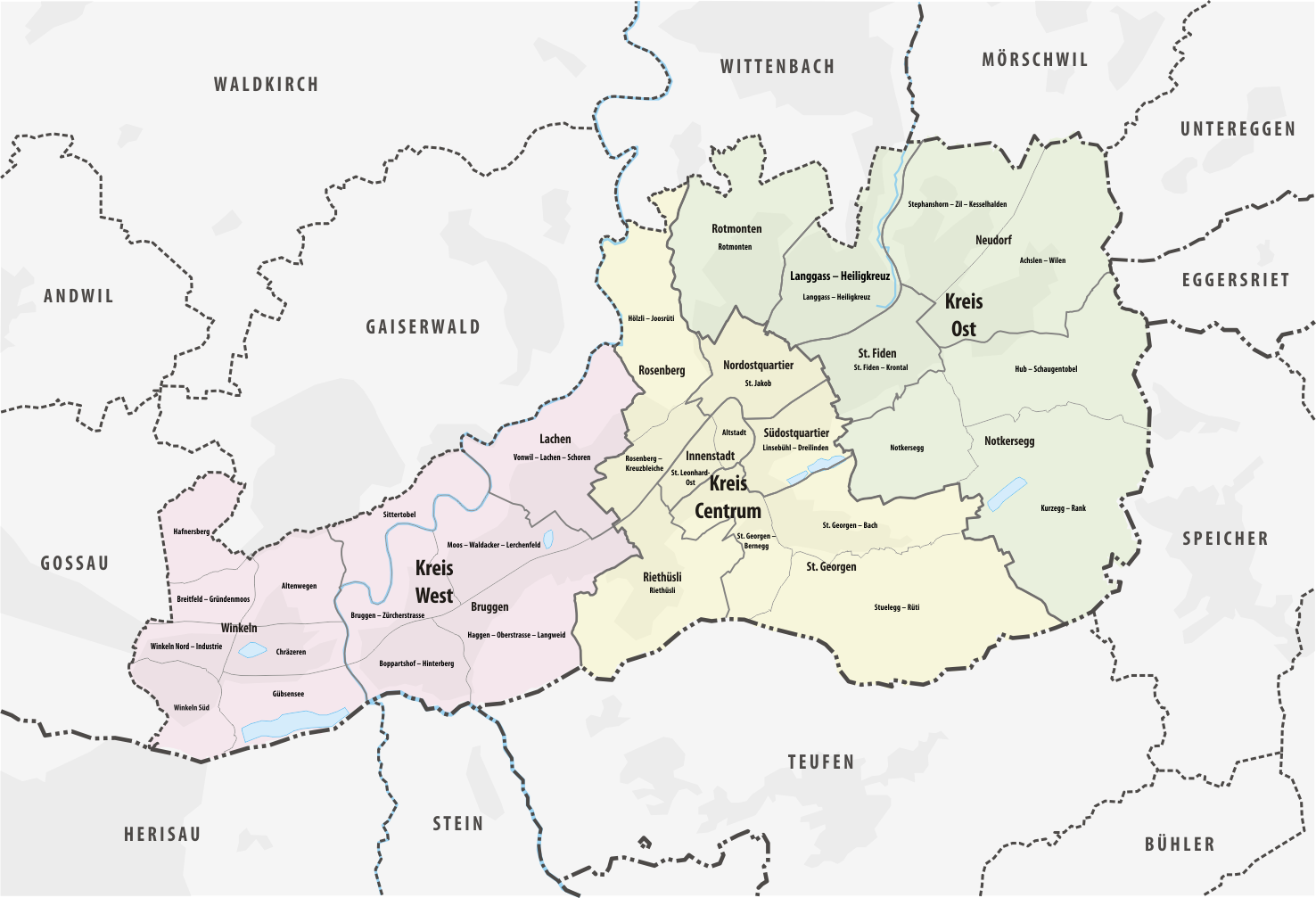
Členění města St. Gallen

V současnosti je město rozděleno na tři oblasti (Kreis): Západ, Centrum a Východ. Ty se dále dělí na skupiny čtvrtí a čtvrtě. Tyto oblasti vznikly po sloučení s okolními obcemi v roce 1918. Oblast Západ zahrnuje z velké části území bývalé obce Straubenzell, oblast Centrum území bývalého města St. Gallen a oblast Východ území bývalé obce Tablat. Výjimkou je St. Georgen, který z větší části patřil k obci Tablat, a západní část Riethüsli, která byla součástí Straubenzellu; tyto oblasti byly připojeny k oblasti Centrum. Oblasti byly poprvé rozděleny do 31 statistických okrsků v roce 1966. V roce 1996 byla zavedena střední úroveň a statistické okrsky byly sloučeny do 14 skupin čtvrtí. Toto rozdělení se používá na statistickém portálu města St. Gallen pro vyhodnocování statistiky výstavby a bydlení (GWS) a statistiky obyvatelstva.
Statistické čtvrti a skupiny čtvrtí někdy neodpovídají představám obyvatel, protože některé oblasti (například Schoren ve čtvrťové skupině Lachen, Dreilinden ve čtvrťové skupině Südostquartier) jsou přiřazeny ke skupině čtvrtí, která je od ní topograficky nebo dopravně oddělena. Tento rozdíl se projevuje ve vymezení 18 čtvrtí, které zastupují sousedské spolky města St. Gallen a které jsou prezentovány v publikaci Úřadu pro sociální záležitosti města St. Gallen a představují hranice čtvrtí, které jsou pro obyvatele důležité v jejich každodenním životě.
S územím města St. Gallen sousedí následující obce: Gossau na západě, Gaiserwald a Wittenbach na severu a Mörschwil, Untereggen a Eggersriet na východě. Na jihu město sousedí s kantonem Appenzell Ausserrhoden a jeho obcemi Herisau, Stein, Teufen a Speicher.

## Historie

### Raná historie

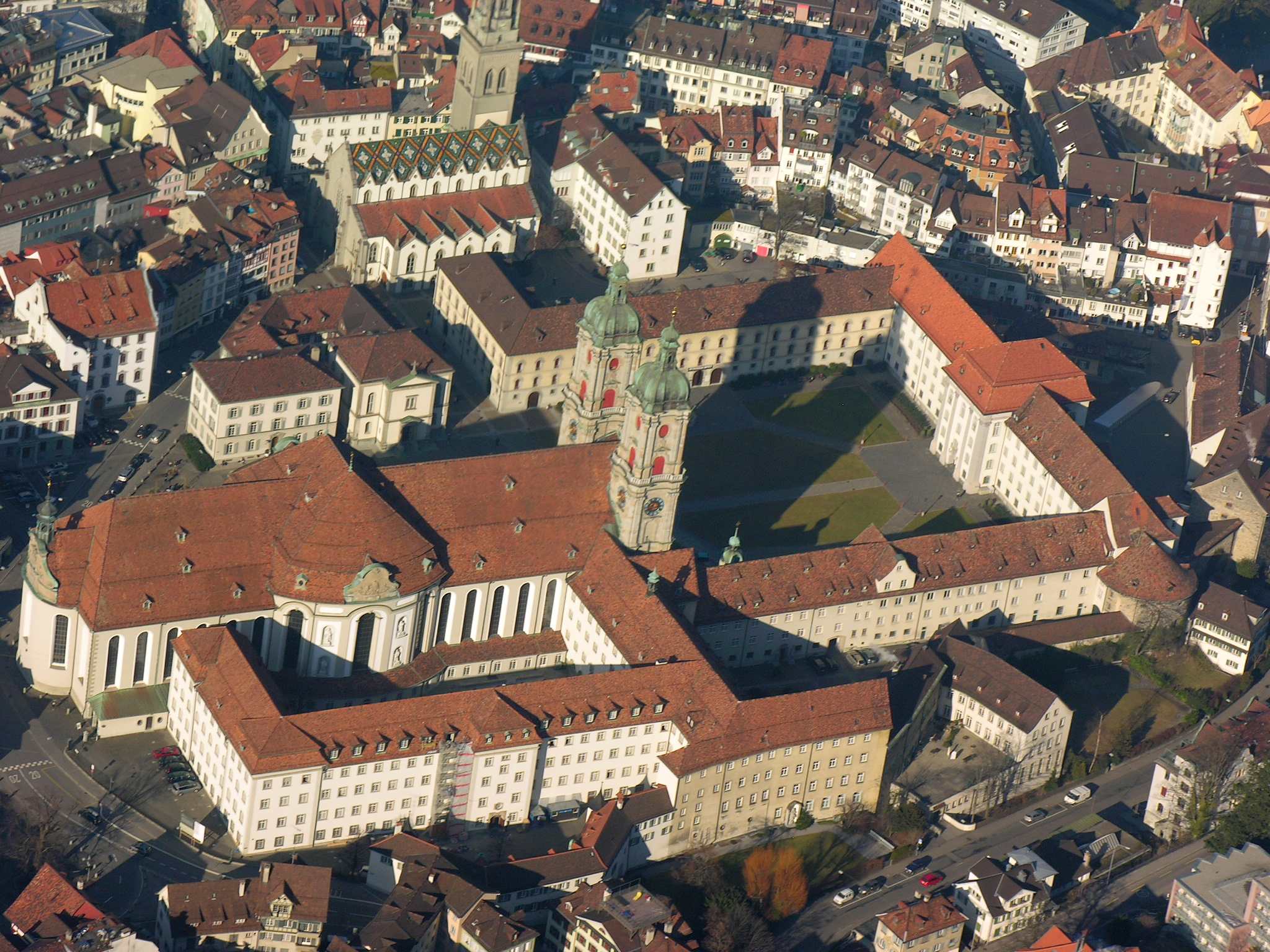
Letecký pohled na svatohavelské opatství

Město St. Gallen vyrostlo kolem opatství sv. Havla, založeného v 8. století. Opatství bylo údajně postaveno na místě poustevny irského misionáře Galla (Havla), který se podle legendy usadil u řeky Steinach v roce 612 n. l. Samotný klášter založil svatý Otmar kolem roku 720.
V 9. století opatství vzkvétalo, stalo se poutním místem a centrem obchodu, s přidruženými ubytovacími kapacitami, stájemi a dalšími zařízeními, nemocnicí a jednou z prvních klášterních škol na sever od Alp. Do 10. století se kolem opatství rozrostla osada.
V roce 926 na opatství a okolní město zaútočili maďarští nájezdníci. Svatá Viborada, první žena oficiálně kanonizovaná Vatikánem, údajně měla vidění o hrozícím útoku a varovala mnichy a obyvatele, aby uprchli. Zatímco mniši s klášterním pokladem unikli, Viborada se rozhodla zůstat a byla nájezdníky zabita. V letech 924–933 Maďaři klášter opět ohrožovali a jeho knihy byly odvezeny do úschovy do Reichenau. Ne všechny knihy byly vráceny.
Dne 26. dubna 937 zachvátil velkou část opatství požár, který se rozšířil i na přilehlou osadu. Knihovna však zůstala ušetřena. Kolem roku 954 byla kolem opatství vztyčena ochranná zeď, kterou opat Notker dokončil roku 975, a přilehlá osada se začala rozrůstat v městečko St. Gall, později přejmenované na St. Gallen.

### Oddělení od opatství
Od konce 12. století se město St. Gall stále více snažilo o nezávislost na opatství. V roce 1180 byl do města dosazen císařský rychtář, který nepodléhal opatovi.
V roce 1207 získal opat Ulrich von Sax od německého krále Filipa Švábského hodnost říšského knížete (Reichsfürst). Jako církevní knížectví mělo opatství St. Gallen představovat významný stát a regionální mocnost na severu Švýcarska.
Vlastní město St. Gallen se postupně vymanilo z područí opata. Opat Wilhelm von Montfort v roce 1291 udělil měšťanům zvláštní výsady. Kolem roku 1353 získaly kontrolu nad městskou správou cechy v čele s tkalcovským. V roce 1415 se město vykoupilo z područí německého krále Zikmunda Lucemburského.

### Spojenec Švýcarské konfederace

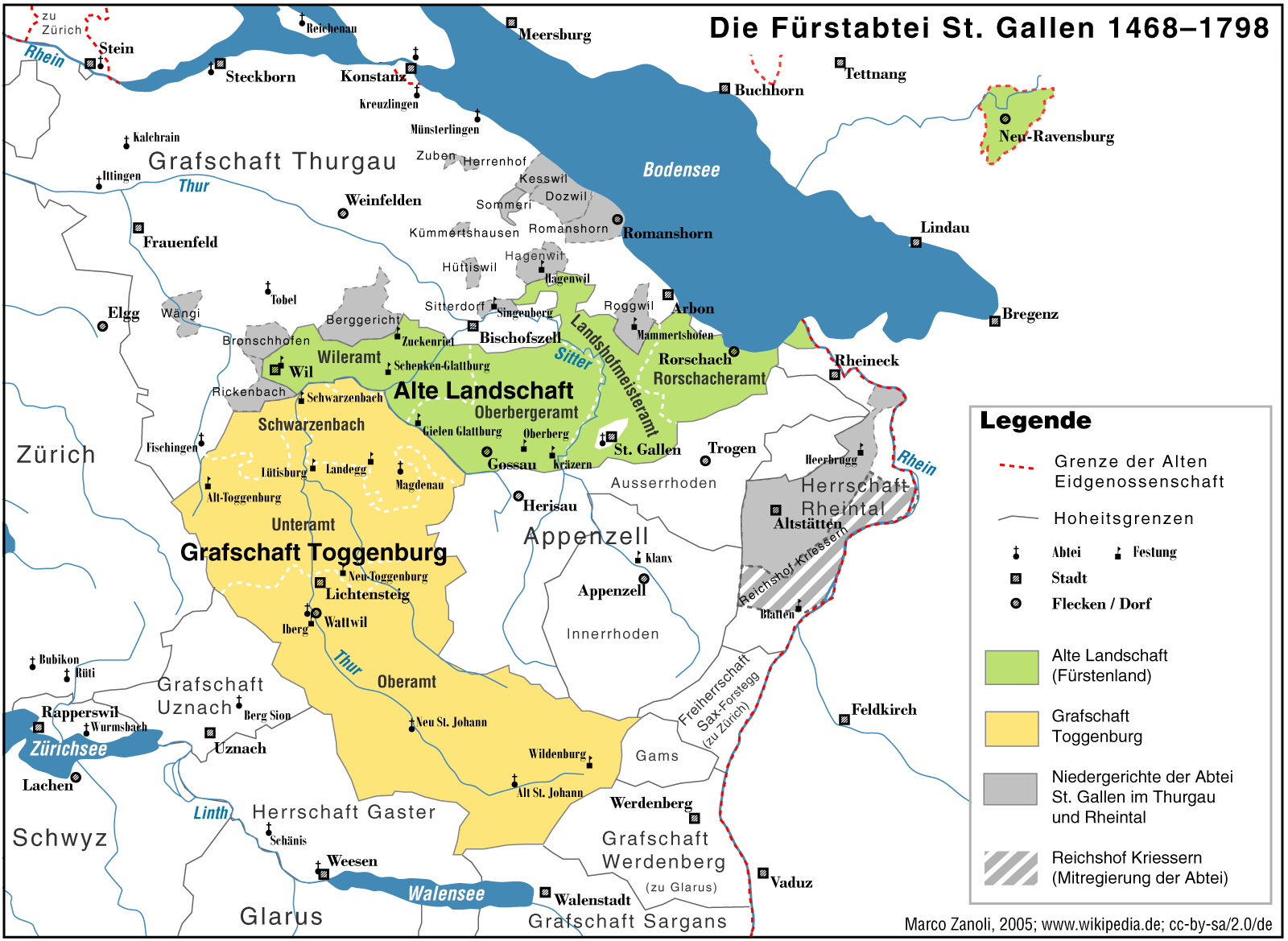
Mapa území kláštera St. Gallen

V roce 1401 uzavřel spojenectví s městem St. Gallen nedaleký Appenzell, aby ochránil svá tradiční práva, svobody a zvyky. Poté, co koncem roku 1402 města u Bodamského jezera toto spojenectví arbitráží rozvázala, Appenzell, na rozdíl od města St. Gallen, pokračoval v odporu a v roce 1403 uzavřel smlouvu se Schwyzem, který sledoval své vlastní zájmy ve východním Švýcarsku. Města u Bodamského jezera následně obsadila St. Gallen a obrátila se proti Appenzellu, ale v bitvě u Vögelinseggu v roce 1403 utrpěla potupnou porážku. Poté, co se město St. Gallen opět mocensky přiblížilo k Appenzellu, zasáhlo Rakousko. Rakouské vojsko však bylo v roce 1405 poraženo v bitvě u Stossu. Spojenectví uzavřené mezi Appenzellem a městem St. Gallen krátce po bitvě se stalo jádrem konfederace nad jezerem. Appenzell, patřící pod vliv kláštera, se však opatovi úspěšně vzbouřil a v roce 1411 se stal spojencem Staré švýcarské konfederace. O několik měsíců později se spojencem stalo také samotné město St. Gallen. V roce 1454 se připojily k „věčnému spříseženství“ jako plnoprávní členové konfederace a v roce 1457 se zcela osvobodily od opata.
V roce 1451 se však opatství stalo spojencem Curychu, Lucernu, Schwyzu a Glarusu, které byly členy konfederace.

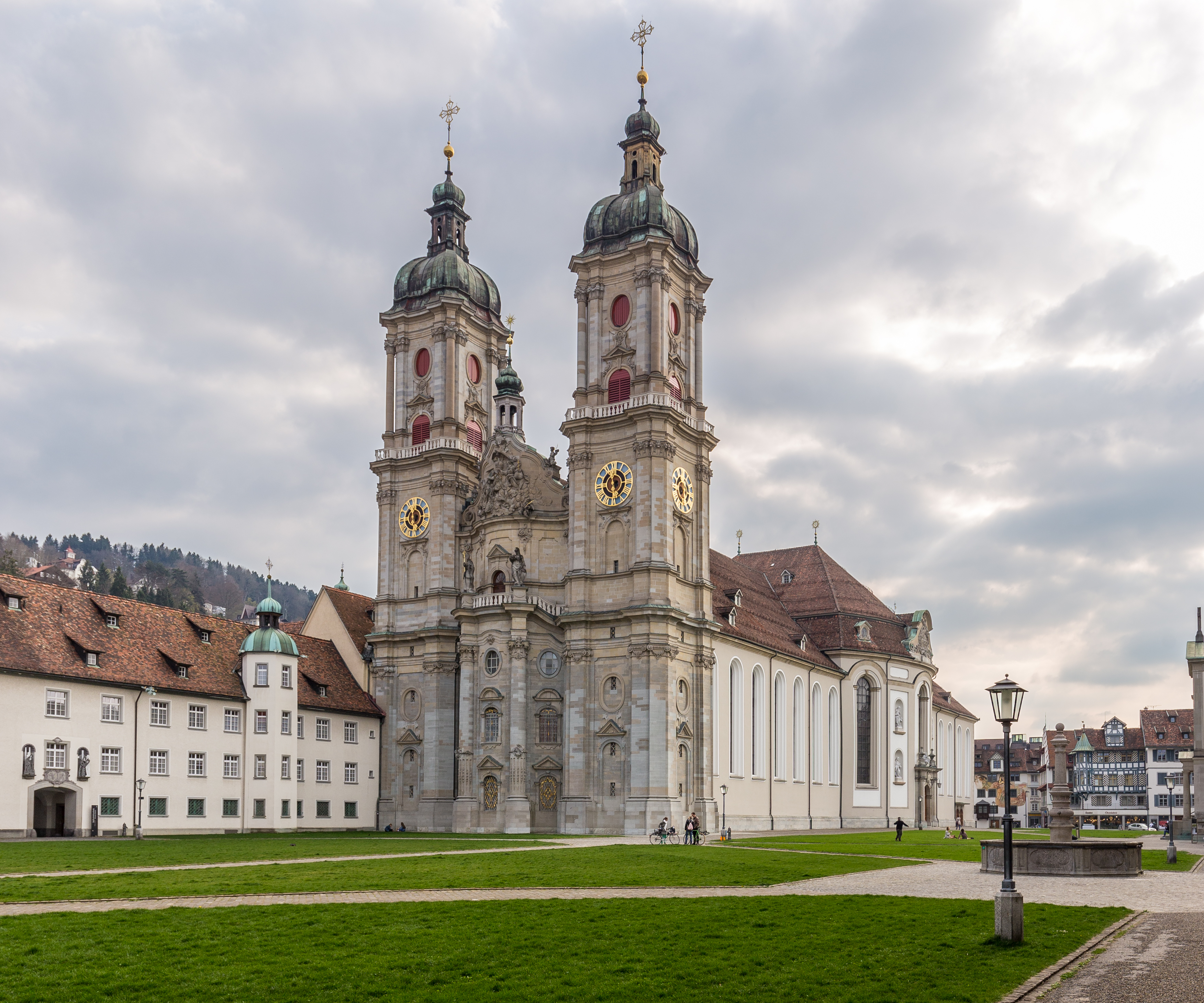
Katedrála svatého Havla a Otmara v St. Gallenu

Ulrich Varnbüler byl raným starostou St. Gallenu a patrně jedním z nejvýznamnějších. Hans, Ulrichův otec, byl na počátku 15. století významným činitelem v městských záležitostech v St. Gallenu. Ulrich vstoupil do veřejných záležitostí na počátku 60. let 14. století a dosáhl různých úřednických postů a poct. Skvělé vlastnosti prokázal jako polní velitel svatohavelských vojsk v burgundských válkách.

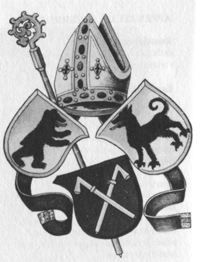
Erb Ulricha Rösche

V bitvě u Grandsonu (1476) byly jeho oddíly součástí předsunutých jednotek konfederace a zúčastnily se jejich slavného útoku. V St. Gallenu je dosud vystaven velký obraz Ulricha, jak se vítězně vrací a vítá hrdiny. Po válce Varnbüler často zastupoval St. Gallen v různých parlamentech konfederace. V prosinci 1480 byla Varnbülerovi poprvé nabídnuta funkce starosty. Od té doby zastával několik vedoucích funkcí a byl považován za intelektuálního a politického vůdce města.
Jeho neklidné ambice urážely politické a materiální zájmy jeho sousedů. Když si vyjednal pomoc papeže a císaře, aby mohl uskutečnit plán na přestěhování opatství do Rorschachu u Bodamského jezera, narazil na tvrdý odpor sanktgallenských měšťanů, ostatních duchovních a appenzellské šlechty v údolí Rýna, která se obávala o své statky.
V roce 1463 se správy opatství St. Gallen ujal Ulrich Rösch. Byl to ambiciózní prelát, jehož cílem bylo po ztrátách v appenzellské válce vrátit opatství všemi možnými prostředky na výsluní. V tomto okamžiku vstoupil Varnbüler do konfliktu proti prelátovi. Chtěl omezit nárůst moci opatství a zároveň zvýšit moc města, které bylo ve svém rozvoji omezováno. Za tímto účelem navázal kontakty se sedláky a obyvateli Appenzellu (v čele s fanatickým Hermannem Schwendinerem), kteří hledali příležitost, jak opata oslabit.
Zpočátku protestoval u opata a představitelů čtyř sponzorských kantonů (Curych, Lucern, Schwyz a Glarus) proti výstavbě nového opatství v Rorschachu. Poté 28. července 1489 nechal ozbrojenými oddíly ze St. Gallenu a Appenzellu zničit již rozestavěné budovy; později se stal tento útok známý jako Rorschacher Klosterbruch („Zničení kláštera v Rorschachu“).
Když si opat na škody stěžoval u konfederátů a požadoval plnou náhradu, Ulrich Varnbüler reagoval protižalobou a ve spolupráci se Schwendinerem odmítl arbitrážní snahy nestranických konfederátů. Motivoval kleriky od Wilu po Rorschach, aby se vzdali loajality vůči opatství, a vystoupil proti opatství na shromáždění měšťanů ve Waldkirchu, kde vznikla lidová liga. Byl přesvědčen, že čtyři sponzorující kantony vzhledem k panujícímu napětí mezi konfederací a Švábskou ligou nezasáhnou silou. V jeho odhodlání ho utvrdilo, když ho obyvatelé St. Gallenu v roce 1490 znovu zvolili svým nejvyšším radním (starostou).

### Invaze roku 1490

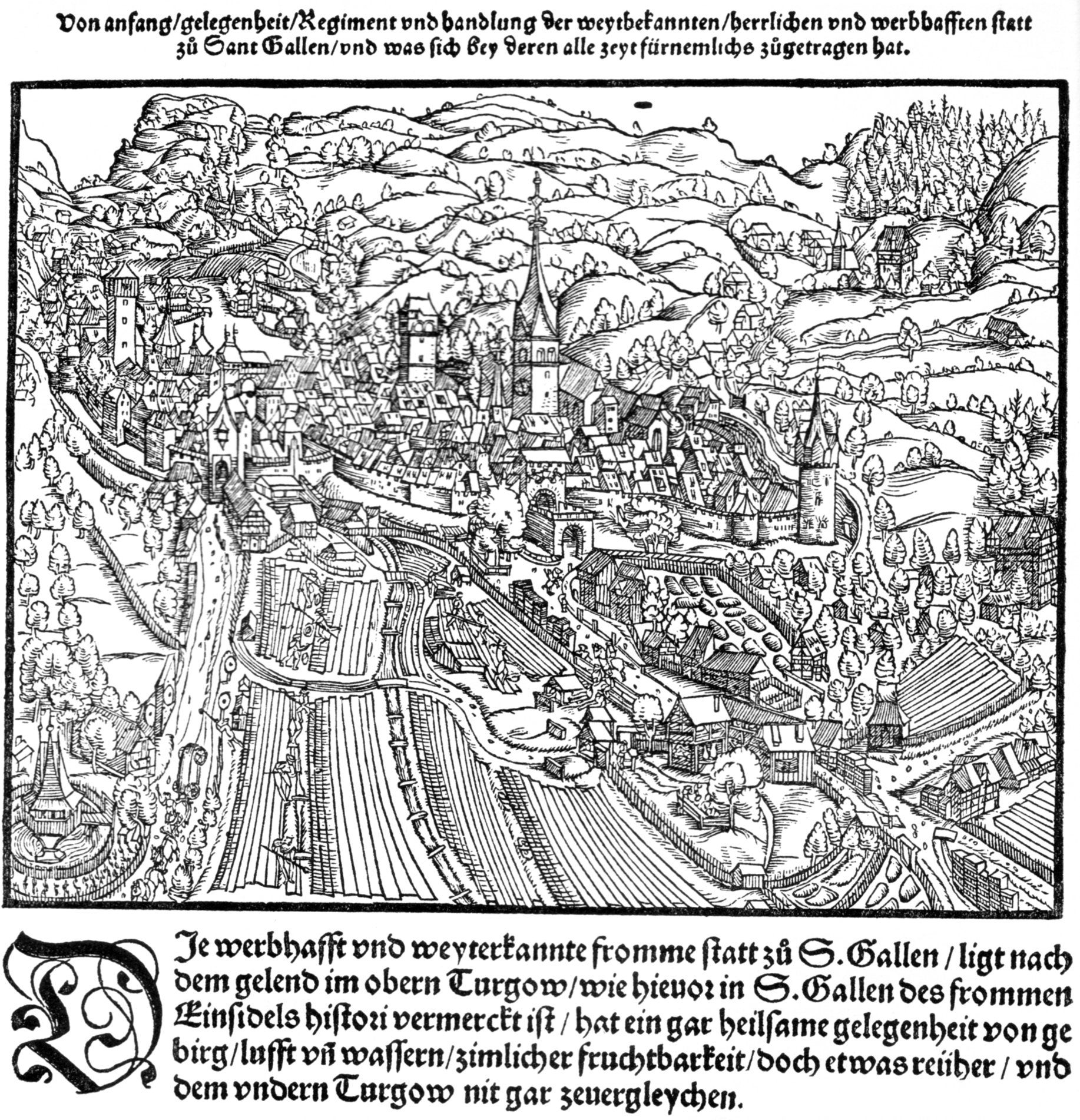
St. Gallen v roce 1548

Ulrich Varnbüler se však přepočítal. Počátkem roku 1490 se čtyři kantony rozhodly splnit svou povinnost vůči opatství a vtrhnout se svým ozbrojeným vojskem do kantonu St. Gallen. Obyvatelé Appenzellu a místní duchovní se této síle podřídili bez výraznějšího odporu, zatímco město St. Gallen se připravovalo na boj až do posledního muže. Když se však dozvěděli, že jejich krajané boj vzdali, ztratili důvěru a přistoupili na dohodu, která značně omezila moc města a zatížila ho vážnými pokutami a reparačními platbami.
Varnbüler, zdrcený odpovědností za svá politická rozhodnutí, zpanikařil tváří v tvář blížícímu se nepříteli, který ho chtěl zadržet. Jeho život byl ve velkém nebezpečí a byl nucen uprchnout z města v přestrojení za posla. Dostal se do Lindau, Innsbrucku a na dvůr krále Maxmiliána I.. Vítězové zkonfiskovali všechen jeho majetek, ležící mimo město St. Gallen, a vykázali ho z konfederace. Varnbüler se poté obrátil na císařský dvůr (stejně jako Schwendiner, který uprchl s ním) s žádostí o navrácení svého majetku. Žaloba měla podporu Fridricha II. a Maxmiliána I. a hrozilo, že se soudní proces protáhne na řadu let: po Varnbülerově smrti v něm pokračovali jeho synové Hans a Ulrich v roce 1496 a nakonec Varnbülerové získali své majetky zpět. Ze soudního řízení však vyplynuly další politické důsledky, protože konfederace získala do vlastnictví město St. Gallen a odmítla vpád císařství. Konflikt tak posílil vztah mezi konfederací a městem St. Gallen. Na druhou stranu záležitost prohloubila odcizení mezi Švýcarskem a Svatou říší římskou, které nakonec po švábské válce vedlo k úplnému oddělení.
Navzdory neslavnému konci své kariéry je Ulrich Varnbüler zvěčněn na slavném dřevorytu Albrechta Dürera, který je součástí sbírky dřevorytů Smithsonian Institution v Národní galerii ve Washingtonu.

### Reformace

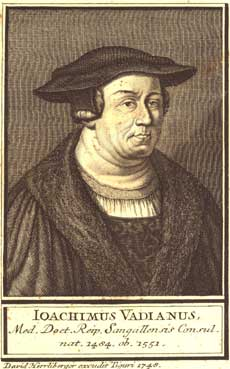
Joachim von Watt, řečený Vadian

Od roku 1526 zavedl tehdejší starosta a humanista Joachim von Watt (známý také jako Vadian) v St. Gallenu reformaci. Město přestoupilo na nové náboženství, zatímco klášter zůstal římskokatolický. Zatímco ikonoklastické nepokoje donutily mnichy opustit město a odstranit obrazy z městských kostelů, opevněné opatství zůstalo nedotčeno. Reformace, kterou město přijalo, vedla k dlouhému sporu mezi měšťany a knížecím opatem na klášterním dvoře, který vlastnil všechny okolní pozemky, jež byly stále katolické. Tento spor byl urovnán až po založení kantonu. Opatství zůstalo katolickou baštou v protestantském městě až do roku 1803.
Vadian a městská rada pověřili čtyřčlennou odbornou komisi, aby předložila návrhy na liturgii a další formy organizace bohoslužeb, včetně sborového zpěvu. Bývalý učitel a nový městský farář v kostele sv. Vavřince Dominik Zili (před 1500–1542) sestavil pro sbor první německojazyčný protestantský zpěvník Zu Lob und Dank Gottes (Na chválu a díky Bohu) ve Švýcarsku, který obsahuje celkem 28 písní. St. Gallen vyslal delegaci na disputace v Bádensku v roce 1526 a v Bernu v roce 1528, kterých se Zili zúčastnil. Jeho prostřednictvím se formoval přísný, bohabojný sborový život a chápání světa; zavedl každodenní ranní modlitbu o páté hodině, postavil se proti přenesení ostatků svatého Otmara do St. Gallenu, vyzýval k jednotě proti tureckému nebezpečí a ve svých kázáních kritizoval pochybné odsudky. Významnou podporu našel například v osobě místního faráře a teologa Johannese Kesslera.
Obrácení měšťanů na reformovanou víru opět vyostřilo nepřátelství mezi opatem a městem. Stále však žili ve stejných městských hradbách a do města vstupovali a vystupovali stejnými branami. Rozpory mezi oběma skupinami byly na denním pořádku; měšťané si stěžovali, že hostinec, který opatství otevřelo nedaleko městského kostela, je příliš hlučný, opat zase na neustálé krádeže v jeho zahradě. Městská stráž hlídala i klášterní čtvrť, protože z jejích věží byl dobrý výhled. Na vhodném řešení se podařilo dohodnout až v roce 1566: opat dostal vlastní městskou bránu v jižní hradbě, tzv. Opatskou bránu (později Karlstor, Karlova brána, podle kardinála Karla Boromejského, milánského arcibiskupa, který byl údajně prvním šlechticem, který bránou prošel). Mezi opatstvím a městem byla postavena zeď, která oddělovala katolickou a reformovanou část města. Průchod v této zdi mezi opatstvím a městem, vybudovaný na znamení míru, byl zajištěn dvěma dveřmi. Jeden klíč patřil opatovi, druhý starostovi. Hradba však neměla hlavní účel oddělit se od opatství, ale sloužila vojenské bezpečnosti města, protože opat a jeho poddaní v klášteře byli nyní zodpovědní za ostrahu jižní části města. Opat směl otevřít svou novou bránu až po dokončení oddělující zdi.
Po Vadianově smrti město dále hospodářsky vzkvétalo a bylo postaveno mnoho nových budov a přístavků. Byla postavena nová radnice a obnoveny městské brány. Ze iniciativy jednotlivých měšťanů byly postaveny další výstavní budovy, z nichž některé jsou k vidění do současnosti. Jedinou výraznější ozdobou na nich byly arkýře na městských domech, taktéž často zachované do současnosti.

### Třicetiletá válka a její důsledky

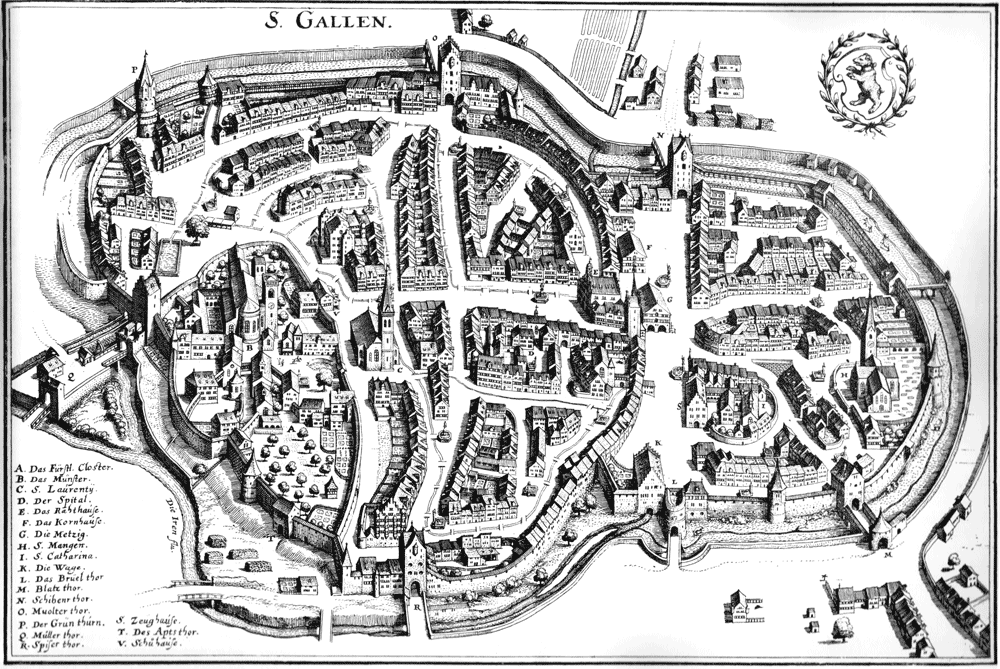
Plán města z roku 1642

Od pražské defenestrace v roce 1618 zuřila v Evropě třicetiletá válka. Přestože se město a klášter nejednou dostaly do konfliktu kvůli starým i novým sporům, zejména pokud šlo o povolení pochodu jedné či druhé bojující strany městem, bylo pamatováno na to, že mírové a spořádané soužití bude v této těžké době pro město i klášter výhodné. Vojska města a knížete-opata nejednou společně obsadila vnější hranice na východním křídle Konfederace, aby zablokovala cestu postupujícímu nepříteli, bez ohledu na jeho přesvědčení. Tím se také trvale snížila vzájemná nedůvěra.
Stručné zprávy o událostech během války podával místní kronikář Kaspar Wild:
- 1620: Poté, co španělská vojska zabila protestanty ve Valtellině, uprchlo asi 150 přeživších do města St. Gallenu, kde našli útočiště na pět let. To posílilo skepsi občanů vůči tažením zahraničních vojsk. Současně byly posíleny městské jednotky a shromážděni další muži.
- 1623: Město opět posílilo svou obranu. Občan, který neoprávněně rozbil další okno dírou v městské zdi, byl pokutován a uvězněn.
- 1628: Kvůli inflaci musely úřady rozdávat obilí a chléb potřebným.
- 1629: K bídě způsobené nedostatkem potravin se ve městě opět objevil mor. Během jednoho roku mu podlehlo 1420 lidí, tedy pětina až čtvrtina obyvatel města.
- 1635: Na jaře prošlo městem několik oddílů francouzské armády. Ochotně jim bylo nabídnuto ubytování.
- 1635: V létě město opět postihla epidemie. Kromě chřipky a úplavice opět řádil mor. Opět zahynulo více než tisíc lidí. Již v lednu následujícího roku bylo hlášeno uzavření manželství 40 párů a nárůst počtu křtů na sebe nenechal dlouho čekat.
- 1639: Ve městě se poprvé konal Den pokání a modliteb, kdy se občané museli zúčastnit bohoslužeb a kázání.
- 1640: Aby bylo možné držet krok s nepřítelem v oblasti výzbroje, bylo z majetku města prodáno několik starých zbrojí a přileb. Výtěžek byl použit na nákup nových, které však byly volně dostupné pouze nemajetným občanům. Bohatí občané si museli vybavení platit sami.
- 1646: Poté, co švédská vojska pod vedením generála Carla Gustava Wrangela dobyla Bregenz, obsadili vojáci z města a knížecího opatství přechod přes Rýn. K otevřené bitvě však nedošlo. Důstojníci švédské armády navštěvovali bohoslužby ve městě v míru a utráceli válečnou kořist za nejrůznější zboží.

Vestfálský mír z roku 1648 ukončil třicetiletou válku a konfederace a s ní i St. Gallen získaly formální a konečnou nezávislost na Svaté říši římské. Mírová smlouva byla často považována za základ neutrality konfederace, kterou již konfederační vojska a jejich spojenci dodržovali v rámci možností po celou dobu války, ačkoli taková formulace není v dokumentech patrná. Státní a mezinárodněprávní postavení konfederace ale bylo popsáno jako suverénní, neutrální republika.

### Novověk

Letecký pohled na centrum města (1919)

V roce 1798 přinesla Helvétská republika do Švýcarska nové kantonální členění. Území knížecího opatství, města St. Gallen a také Appenzellu byla spojena do kantonu Säntis a v roce 1803 vznikl kanton St. Gallen, který obepíná oblast Appenzellu. Opat uprchl do Vídně i s velkou částí klášterního majetku. Katolická konfesní část kantonu St. Gallen, která vznikla později pro 113 farností, byla založena v roce 1847 jako organizace všech katolíků v kantonu a převzala do vlastnictví klášterní budovu a náboženské objekty kláštera. Katolická konfesní sekce je stále zodpovědná například za financování duchovních v kantonu a za celkový dohled nad katolickým gymnáziem.
Hospodářský rozmach města St. Gallen začal již v období reformace, kdy se ve východním Švýcarsku rozvíjel textilní průmysl. Kolem roku 1810 a po roce 1922 došlo v textilním průmyslu k velkým krizím. V roce 1816 vypukl v důsledku textilní krize hladomor, který si vyžádal asi dva tisíce obětí. Po 30. letech 20. století a světové hospodářské krizi, která těžce zasáhla textilní průmysl ve městě, se 13 000 obyvatel vystěhovalo.
V roce 1852 se město a kanton rozhodly spolufinancovat železniční trať z Curychu přes Wil do St. Gallenu a dále do Rorschachu, která byla dokončena o čtyři roky později. V roce 1897 byla otevřena elektrická tramvaj. K dalšímu vzestupu přispěly kromě městské pokladny také banky a pojišťovny. V současnosti je St. Gallen hospodářským a kulturním centrem východního Švýcarska a oblasti Alpského Rýna. Zvláštností, dochovanou z historie jsou tři stále existující částečně samostatné obce: St. Gallen, Tablat SG a Straubenzell. Poslední dvě jmenované obce byly v roce 1918 připojeny k městu St. Gallen. V současnosti jsou sice součástí města, ale stále měly právo rozhodovat o naturalizaci občanů. Obec Tablat si toto právo stále ponechává, korporace Straubenzell však byla k 1. lednu 2015 včleněna do struktury města St. Gallen. Každý, kdo se chce stát občanem St. Gallenu, tak stále může získat občanství obce Tablat, nebo města St. Gallen. Na území obcí jsou také stále samostatné reformované farnosti.
V roce 2015 udělilo Společenství protestantských církví v Evropě městu St. Gallen čestný titul „Město reformace Evropy“.

## Obyvatelstvo
Oficiálně ve městě žije 81 896 obyvatel (stav k říjnu 2022). 23 685 osob s trvalým pobytem v St. Gallenu nemá švýcarský pas. Nejpočetnější skupina přistěhovalců pochází z Německa, následují lidé ze Srbska, Černé Hory a Itálie. K 31. prosinci 2011 činil podíl cizinců 28,3 %.
Aglomerace St. Gallenu má při započítání sousedních obcí Gossau a Herisau na západě a města Rorschach na východě v současné době (2017) přes 165 000 obyvatel.

### Jazyky
Podle strukturálního průzkumu spolkového sčítání lidu z roku 2014 používá 85,0 % obyvatel jako svůj hlavní jazyk němčinu, která je úředním jazykem a v každodenním styku se používá převážně jako tzv. St. Galler Deutsch (němčina kantonu St. Gallen). Kromě toho jsou nejrozšířenějšími hlavními jazyky albánština (5,0 %), angličtina (4,5 %) a italština (4,0 %).
| Vývoj počtu obyvatel | Vývoj počtu obyvatel | Vývoj počtu obyvatel | Vývoj počtu obyvatel | Vývoj počtu obyvatel | Vývoj počtu obyvatel | Vývoj počtu obyvatel | Vývoj počtu obyvatel | Vývoj počtu obyvatel | Vývoj počtu obyvatel | Vývoj počtu obyvatel | Vývoj počtu obyvatel | Vývoj počtu obyvatel | Vývoj počtu obyvatel | Vývoj počtu obyvatel | Vývoj počtu obyvatel | Vývoj počtu obyvatel |
| -------------------- | -------------------- | -------------------- | -------------------- | -------------------- | -------------------- | -------------------- | -------------------- | -------------------- | -------------------- | -------------------- | -------------------- | -------------------- | -------------------- | -------------------- | -------------------- | -------------------- |
| Rok                  | 1411                 | cca 1500             | 1680                 | 1766                 | 1809                 | 1837                 | 1850                 | 1870                 | 1888                 | 1900                 | 1910                 | 1930                 | 1950                 | 1970                 | 1990                 | 2000                 |
| Počet obyvatel       | cca 2300–2900        | cca 3000–4000        | cca 6000             | cca 8350             | 8118                 | 9430                 | 17 858               | 26 398               | 43 296               | 53 796               | 75 482               | 63 947               | 68 011               | 80 852               | 75 237               | 72 626               |

## Politika

### Městský parlament
Městským zákonodárným sborem je městský parlament (Stadtparlament), jehož 63 členů je voleno občany poměrným systémem každé čtyři roky. Městský parlament se schází na veřejných schůzích ve Waaghausu, obvykle jednou měsíčně.
|            | CVP | Die Mitte | SP   | FDP | SVP | GPS | GLP | EVP | PFG | BDP |
| ---------- | --- | --------- | ---- | --- | --- | --- | --- | --- | --- | --- |
| 2005–2008  | 12  | –         | 17   | 13  | 11  | 7   | 7   | 2   | 1   | –   |
| 2009–2012  | 13  | –         | 15   | 12  | 11  | 5   | 4   | 2   | 1   | –   |
| 2013–2016  | 12  | –         | 18   | 10  | 9   | 6   | 4   | 2   | 1   | 1   |
| 2017–2020  | 9   | –         | 19   | 12  | 9   | 7   | 5   | 1   | 1   | –   |
| 2021–2024  | 8   | –         | 18   | 11  | 8   | 8   | 8   | 1   | 1   | –   |
| 20025-2029 | –   | 9         | 17+1 | 9+1 | 10  | 6+1 | 7   | 1   | 1   | –   |

Vysvětlivky
1. ↑  Strana GLP se v průběhu volebního období 2005–2008 oddělila od GPS.
2. 1 2 3  1 zvolený za mládežnickou organizaci strany.

### Městská rada
Městským orgánem výkonné moci je pětičlenná městská rada (Stadtrat), která se skládá z pěti členů. Je přmo volena občany většinovým dvojkolovým systémem každé čtyři roky. Starosta je také členem městské rady, ale je volen přímo.
| Magistrát          | Strana    | Ředitelství                                          |
| ------------------ | --------- | ---------------------------------------------------- |
| Maria Pappa        | SP        | Vnitřní věci a finance, starostka (Stadtpräsidentin) |
| Markus Buschor     | nezávislý | Plánování a výstavba                                 |
| Peter Jans         | SP        | Technické služby                                     |
| Sonja Lüthi        | GLP       | Sociální věci a bezpečnost                           |
| Mathias Gabathuler | FDP       | Vzdělávání a volný čas                               |

## Hospodářství

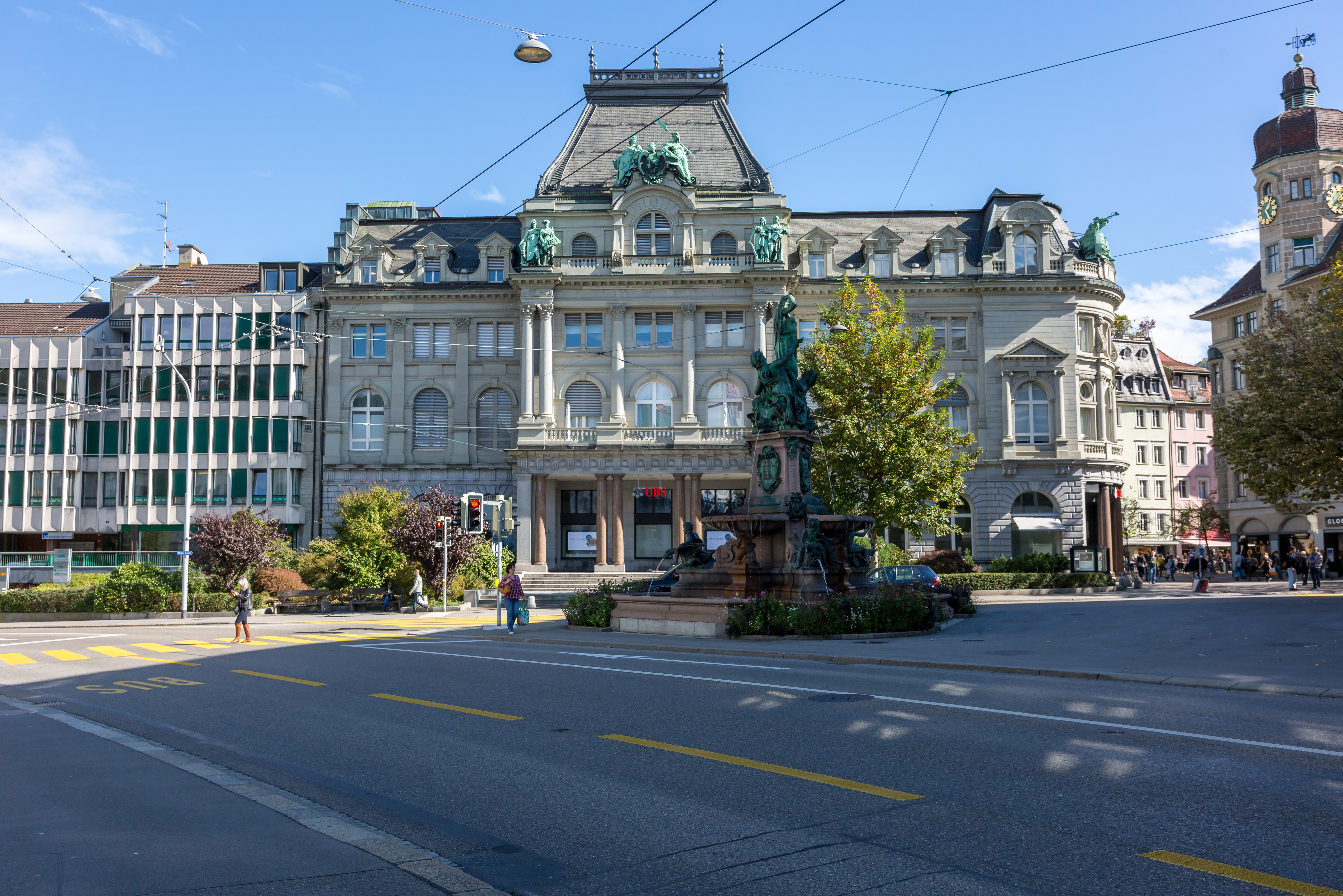
Bankovní čtvrť v St. Gallenu

St. Gallen je hospodářským centrem východního Švýcarska. Sídlí zde řada pojišťoven, včetně pojišťovny Helvetia a Sociální pojišťovny St. Gallen (Sozialversicherungsanstalt St. Gallen), a z národních bank Raiffeisen Schweiz a bývalá Notenstein Privatbank, stejně jako regionální banky, jako jsou St.Galler Kantonalbank, Acrevis Bank nebo Vadian Bank. Tyto společnosti často přijímají absolventy Univerzity v St. Gallenu, která je považována za jednu z předních ekonomických škol v Evropě a přitahuje mnoho zahraničních studentů a lektorů.
V roce 2008 bylo ve městě registrováno 4 789 podniků, které zaměstnávaly 53 729 pracovníků na plný úvazek. Téměř polovina těchto pracovních míst byla ve středních a velkých podnicích s více než 50 zaměstnanci. Více než 85 % podniků ve městě působí v sektoru služeb - především v obchodě a informačních technologiích. Textilní průmysl s textilní výrobou patří k nejvýznamnějším ve městě.
Historicky nejvýznamnějším průmyslovým odvětvím je textilní průmysl s tzv. výšivkou ze St. Gallenu. Přestože od první světové války ztratila místní výšivka na významu, je stále důležitým vývozním artiklem. Důležitým hospodářským odvětvím města St. Gallen je také cestovní ruch. V roce 2011 zaznamenaly hotely v St. Gallenu téměř 169 920 přenocování. 86 070 hostů přijelo ze Švýcarska a 83 850 ze zahraničí.
V St. Gallenu se nachází celkem 1 209 hektarů zemědělské půdy, což představuje téměř třetinu rozlohy města.
Podniky v St. Gallenu působí převážně v oblasti služeb. Vysoce kvalifikovaní technicky vzdělaní lidé tak mají v St. Gallenu jen omezenou nabídku pracovních míst. Většina z nich pracuje v oblasti Curychu.

## Doprava

### Veřejná doprava

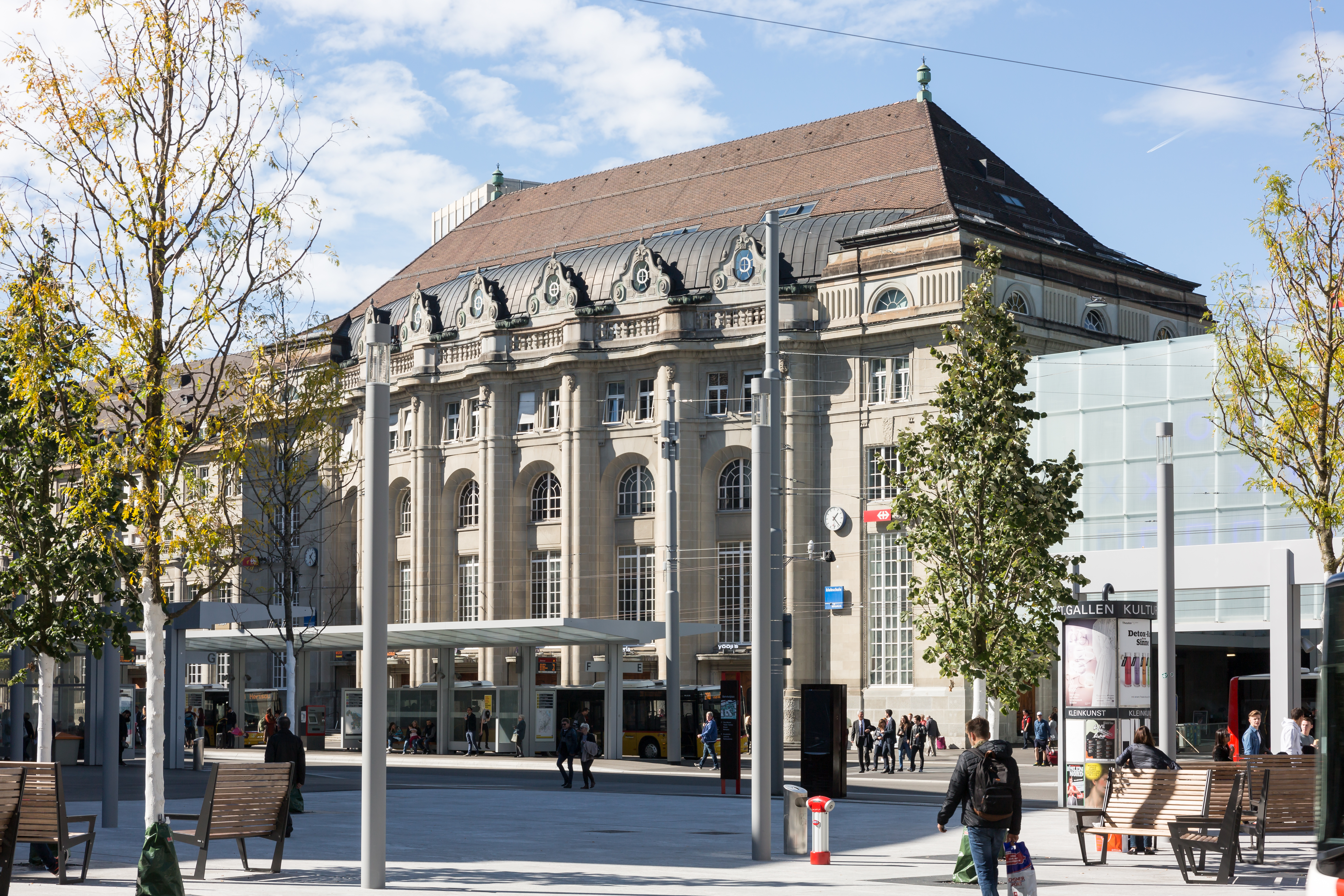
Nádraží SBB St. Gallen

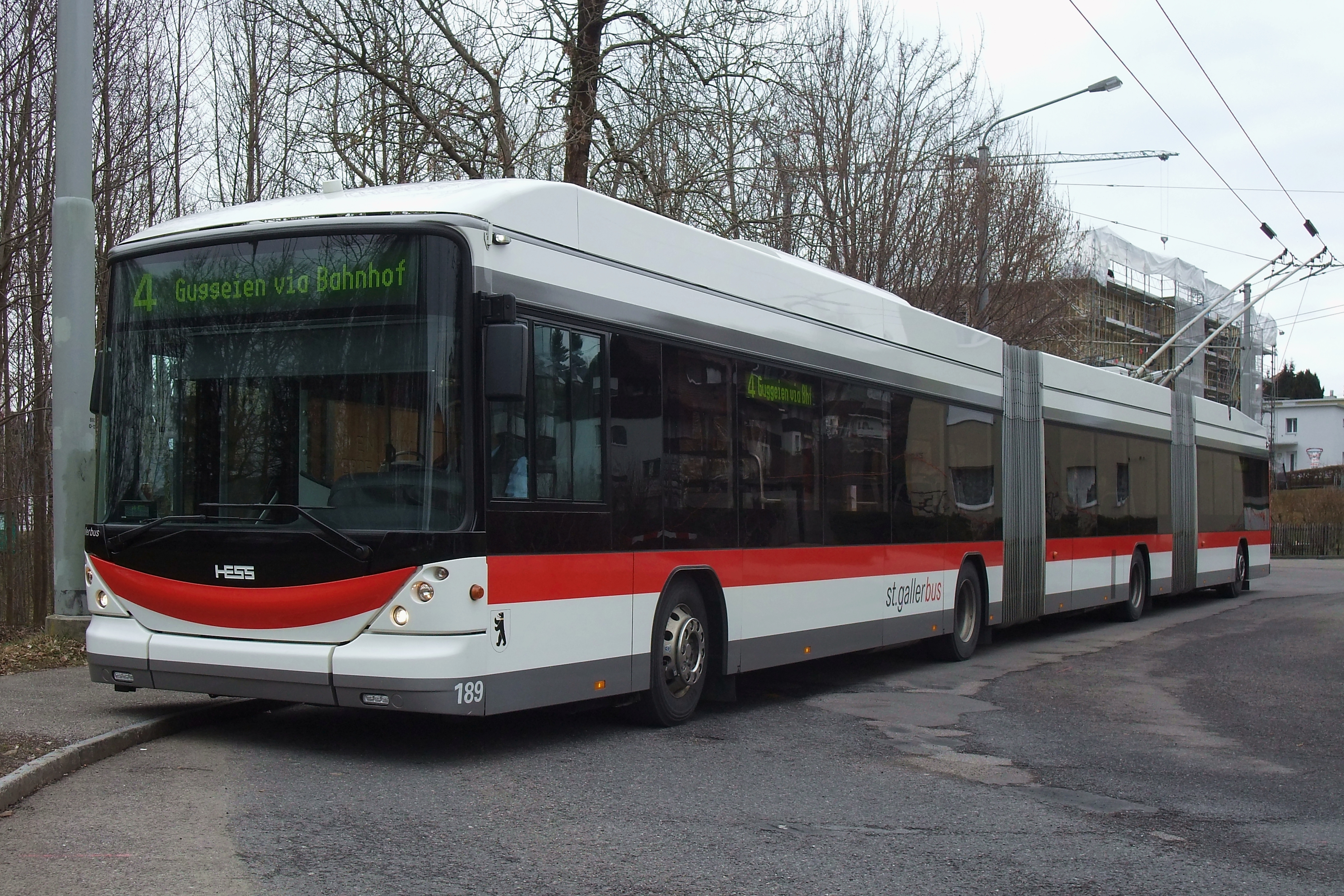
Trolejbus v St. Gallenu

Město St. Gallen bylo poprvé napojeno na železniční síť 25. března 1856 otevřením trati St. Gallen Winkeln – St. Gallen společnosti St.-Gallisch-Appenzellische Eisenbahn. Pokračování do Rorschachu následovalo o šest měsíců později. Železniční trať do čtvrti St. Fiden, vedoucí po povrchu přímo městskými ulicemi, byla v roce 1912 nahrazena tunelem Rosenberg.
Nádraží Švýcarských spolkových drah (SBB) v St. Gallenu je dílem architekta Alexandera von Sengera. Nádraží St. Gallen spojuje východní Švýcarsko s okolními regiony; ze St. Gallenu tak jezdí dálkové vlaky InterCity přes Curych do Ženevy. Údolí Alpského Rýna a kanton Graubünden obsluhuje také železniční trať St. Gallen – Rorschach – Chur. St. Gallen je centrem místní příměstské železnice (S-Bahn).
Kromě nádraží St. Gallen má St. Gallen tři další stanice SBB, a to St. Gallen St. Fiden, St. Gallen Bruggen a St. Gallen Winkeln, a také stanici St. Gallen Haggen společnosti Südostbahn (dříve BT). Úzkorozchodné tratě společnosti Appenzeller Bahnen navíc spojují St. Gallen se Speicherem a Trogenem a také s Gaisem a Appenzellem.
Ve městě provozuje trolejbusovou dopravu, stejně jako doplňkové autobusové linky, společnost Verkehrsbetriebe der Stadt St. Gallen (VBSG). Lanovka Mühleggbahn spojuje město se čtvrtí St. Georgen. Do roku 1957 jezdily v St. Gallenu také tramvaje.
Na letiště v Curychu se lze dostat vlakem či autem přibližně za hodinu. Menší letiště St. Gallen-Altenrhein je vzdáleno přibližně 20 minut jízdy autem. V roce 2024 bylo ročně odbaveno kolem 140 000 cestujících, přičemž byla nabízena pravidelná spojení do Vídně i různé charterové destinace, například na Sardinii, Sicílii a do Chorvatska.

### Individuální doprava
Pod městem vedou dálniční tunely Rosenberg a Stephanshorn, které od svého otevření v roce 1987 odlehčují městu od tranzitní dopravy. Do centra se lze dostat čtyřmi sjezdy z tzv. městské dálnice St. Gallenu, která je součástí dálnice A1. Kantonální hlavní silnice č. 25 spojuje St. Gallen s Herisau a Appenzellem.
V St. Gallenu se nachází cyklopruh, který byl vybudován jako pilotní projekt Spolkového silničního úřadu. V roce 1994 byla zavedena první zóna s rychlostí 30 km/h. Do začátku roku 2018 byly tyto zóny zřízeny na 113 kilometrech. V roce 2019 Spolkový soud po ročním soudním sporu rozhodl, že rychlost na úseku silnice v St. Georgen může být na rok zkušebně snížena na 30 km/h.

## Pamětihodnosti
Dominantou města je barokní kolegiátní klášter svatého Havla, zapsaný na seznamu světového dědictví UNESCO, s klášterní knihovnou se starými rukopisy, z nichž některé pochází až z 9. století. K vystaveným artefaktům patří egyptská mumie zvaná Schepenese (Schepensis).
Ve starém městě zaujmou bohatě zdobené arkýře, které jsou svědectvím o cestách obchodníků s textilem ze St. Gallenu v 18. a 19. století po celém světě. Připomínají význam města St. Gallen v oblasti plátenictví a vyšívačství. Jižně od kláštera vede přes Mülenenskou soutěsku (Mülenenschlucht) lanovka Mühleggbahn do rekreační oblasti „Drei Weieren“. Za dobrého počasí je odtud výhled na celé město až k Bodamskému jezeru a na jeho německý břeh. Rybníky fungují jako veřejná koupaliště.
V parku Stadtpark a jeho okolí se nachází kulturní centrum města. V divadle St. Gallen se hrají hry ze současnosti i minulosti. V sousedství se nachází hala Tonhalle, kde se konají koncerty sanktgallenského symfonického orchestru a četné koncerty hostů. V bezprostřední blízkosti se nacházejí tři muzea: Historické a etnologické muzeum s expozicemi o umění a kultuře města a regionu, Muzeum umění a Přírodovědné muzeum, kde se podávají výklady o přírodních vědách – od zkamenělin dinosaurů až po lasery.

## Sport

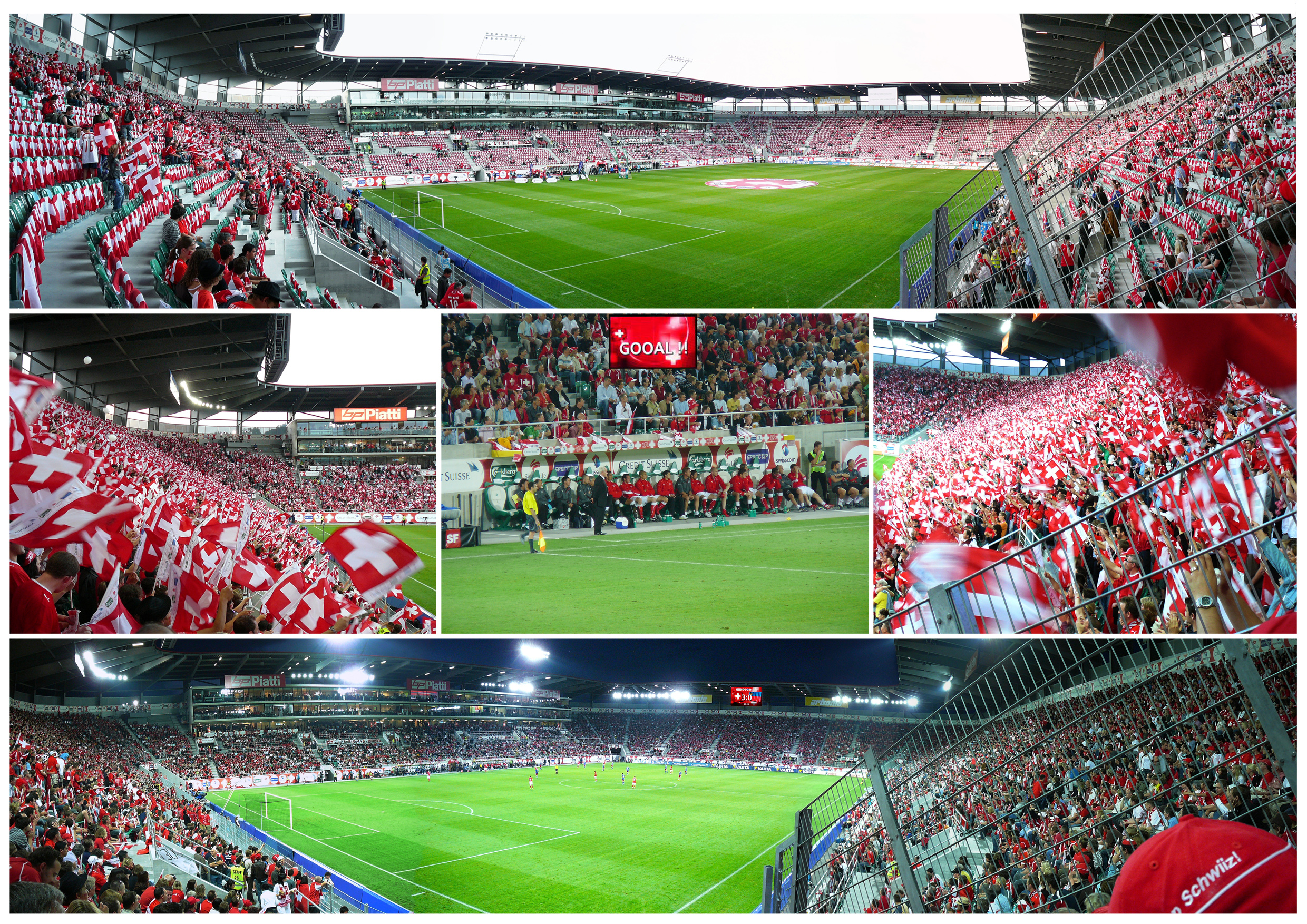
Stadion Kybunpark (dříve AFG Arena)

Fotbalový klub FC St. Gallen (FCSG), nejstarší fotbalový klub ve Švýcarsku a kontinentální Evropě, hraje Superligu, nejvyšší švýcarskou ligu, SC Brühl St. Gallen pak hraje 1. divizi Promotion, třetí nejvyšší fotbalovou ligu. V St. Gallenu sídlí také FC Winkeln (2. divize). Dalšími fotbalovými kluby z města St.Gallen jsou FC Fortuna, založený v roce 1910, FC Rotmonten a FC St.Otmar St. Gallen. Tým Blue Stars St. Gallen, který hrál nejvyšší ligu na začátku 20. století, byl rozpuštěn.
Vysoké postavení má v St. Gallenu házená. Házenkářský klub TSV St. Otmar St. Gallen hraje nejvyšší švýcarskou házenkářskou ligu, Národní ligu A, a od roku 1964 se stal sedmkrát mistrem Švýcarska, naposledy v sezóně 2001. BTV St. Gallen byl dvakrát mistrem Švýcarska v 60. letech a v současné době hraje 3. ligu. Působí zde také ženský klub LC Brühl hrající v národní lize A. S 33 mistrovskými a 12 pohárovými tituly je nejúspěšnějším ženským házenkářským klubem ve Švýcarsku. Dále zde působí kluby HC Bruggen, HC Stadtbären 05 a SV Fides.
V St. Gallenu působí další kluby, například St. Gallen Badminton Bears, TTC St. Gallen (stolní tenis), STV St. Gallen Volley (volejbal), St. Gallen Vipers (americký fotbal), UHC Waldkirch-St. Gallen (florbal), RFC The Bishops St. Gallen Rugby, CC St. Galler Bär (curling), HC Eisbären St. Gallen (lední hokej), BBC Uni St. Gallen (basketbal), TV St. Georgen (gymnastika na nářadí a atletika), Schweizerischer Alpenclub SAC, Sektion St. Gallen (horolezectví, s více než 2500 členy jeden z největších klubů) a několik dalších, například LC Brühl Leichtathletik.

### Sportovní zařízení
Co do počtu míst je jezdecký stadion Gründenmoos největším stadionem v St. Gallenu. Stadion se nachází v západní části města, pojme 24 000 diváků a přidružená tribuna má 1 900 míst k sezení. Každoročně se zde konají závody CSIO Schweiz. V jeho blízkosti se nachází fotbalový stadion Kybunpark (do roku 2016 AFG Arena) s kapacitou 20 660 diváků, z čehož je 16 000 míst k sezení a 5 000 míst k stání. Pro evropské zápasy je kapacita 18 000 míst. První zápas na stadionu, který stál 410 milionů švýcarských franků, se odehrál 30. května 2008, kdy Švýcarsko zvítězilo 3:0 nad Lichtenštejnskem. Kybunpark nahradil stadion Espenmoos (dnes 5 700 míst), který je nyní využíván jako oblíbené sportovní zařízení.
Ke koupání slouží kryté bazény Blumenwies a Volksbad a koupaliště Lerchenfeld, Rotmonten a přírodní koupaliště v Dreilindenu.
Pro zimní sporty jsou ve městě k dispozici kluziště, běžecké tratě a lyžařské vleky: v Unterer Brand jsou dvě běžecké tratě o délce 780 m a 2700 m, v Notkerseggu pak trať dlouhá 2167 metrů. Stezka Wildparku Peter und Paul je dlouhá 800 metrů a stezka na Kinderfestplatz 775 metrů. Délka lanovky CityLoipe Kreuzbleiche je 1200 metrů. Na území města se nacházejí lyžařské vleky Beckenhalde a Schlössli. Od roku 2025 se zde také nachází nejmenší lyžařský areál na světě, zvaný „Grauer Himmel“. Strmý svah je dlouhý pouhých 20 metrů a nachází se uprostřed vilové čtvrti v ulici Schneebergstrasse, poblíž centra města. Na území města se nachází také horská stanice lyžařského vleku Vögelinsegg u Speicheru v nadmořské výšce 1007 m. Bezplatné bruslení nabízí také Centrum ledních sportů Lerchenfeld, které slouží místním hokejovým klubům. Je zde také pět hřišť na curling.

## Osobnosti
- Blahoslavený Notker Balbulus (asi 840–912), středověký učenec, benediktinský mnich
- Johann Jakob Weilenmann (1819–1896), švýcarský alpinista
- Gabriel Narutowicz (1865–1922), prezident Druhé Polské republiky, několik let žil a pracoval v St. Gallenu
- Paul Grüninger (1891–1972), švýcarský policejní důstojník, spravedlivý mezi národy
- Walter Mittelholzer (1891–1937), švýcarský průkopník letectví, pilot a fotograf
- Medard Boss (1903–1990), švýcarský psychiatr a psychoterapeut
- Maxmilián Lichtenštejnský (* 1969), lichtenštejnský princ
- Tranquillo Barnetta (* 1985), švýcarský fotbalista
- Nevin Galmarini (* 1986), švýcarský snowboardista
- Marwin Hitz (* 1987), švýcarský fotbalista (brankář)
- Kevin Fiala (* 1996), švýcarský hokejista českého původu

## Partnerská města
Mezinárodní partnerské vztahy město St. Gallen jako takové de facto neudržuje, ty jsou uskutečňovány na kantonální úrovni. Již dlouhé roky udržuje kanton St. Gallen styky s vybranými partnerskými regiony ve střední a východní Evropě a severní Itálii:
- Liberecký kraj, Česko
- župa Bihor, Rumunsko
- Provincie Udine, Itálie

Kanton St. Gallen je jediným švýcarským kantonem, který má partnerský region v Česku.